# Хиосская овца
Хиосская порода — жирнохвостая молочная порода овец. В настоящее время наиболее распространеная точка зрения, что хиосская овца выведена на греческом острове Хиос, хотя существуют версии её родства с породами кивирджик и даглич.

## Характеристики породы
Отличительная черта хиосских овец — чёрные или коричневые отметины на ушах, носу, животе, ногах и вокруг глаз.
Средний вес хиосской овцы при рождении — от 3,6 до 3,9 кг. Взрослые самки весят в среднем от 48 до 70 килограммов, самцы — от 66 до 91 килограмма.
Чаще всего и самцы, и самки имеют рога, однако безрогие самки также встречаются.
За период лактации (в среднем 210 дней) хиосская овца вырабатывает от 120 до 272 кг молока. Его используют для приготовления сыров фета, бацос, манури.
С 1989 по 2007 год популяция хиосских овец в мире увеличилась с 16 000 до 51 860 особей.

## Фермы, разводящие хиосских овец
А. И. Геласакис в работах 2010—2012 гг. установил средние показатели, характеризующие разведение хиосских овец в Греции. Согласно вышеупомянутому исследованию, среднестатистическое стадо состоит из 314 особей (210 взрослых самок, 16 взрослых самцов и 88 ягнят), а средний удой молока — 276,6 ± 55,6 кг / лактацию (с поправкой на длительность лактации). Средняя плодовитость овцы — 2,1 ± 0,3. Наиболее распространено выращивание ягнят в течение 6–8 недель, за которыми следует 7-месячный период доения овцы.
На основании этого факта было проведено исследование с целью разработки типологии ферм, разводящих хиосских овец в Греции. В ходе исследования были выявлены четыре категории ферм:
1. Недавно созданные, хорошо оборудованные специализированные фермы;
2. Хорошо зарекомендовавшие себя фермы, выращивающие овец и производящие корма/сельскохозяйственные культуры;
3. Небольшие фермы, на которых основное внимание уделяется сельскохозяйственным культурам, а не овцеводству (есть тенденция к переходу в категорию 2);
4. Фермы с низким объёмом производства, не концентрирующиеся на производстве сельскохозяйственных культур[3].